# Angeja
Angeja ist eine Gemeinde (Freguesia) im Kreis (Concelho) von Albergaria-a-Velha. Sie ist 21,3 km² groß und hat 1875 Einwohner (Stand 19. April 2021).

## Geschichte
Seit dem 12. Jahrhundert ist der Ort dokumentiert. 1514 erhielt Angeja Stadtrechte (Foral) durch König Manuel I. Bis 1855 war Angeja Sitz eines eigenständigen Kreises (Concelho), um seither zu Albergaria-a-Velha zu gehören.
Am 20. Juni 1991 wurde Angeja zur Kleinstadt (Vila) erhoben.

## Bevölkerungsentwicklung
| 1801 | 2001 | 2011 |
| 1740 | 2320 | 2048 |